# 야치정
야치정(谷地町)은 야마가타현 니시무라야마군에 설치되었던 정이다. 현재의 가호쿠정, 히가시네시에 해당한다.